# Tricouni

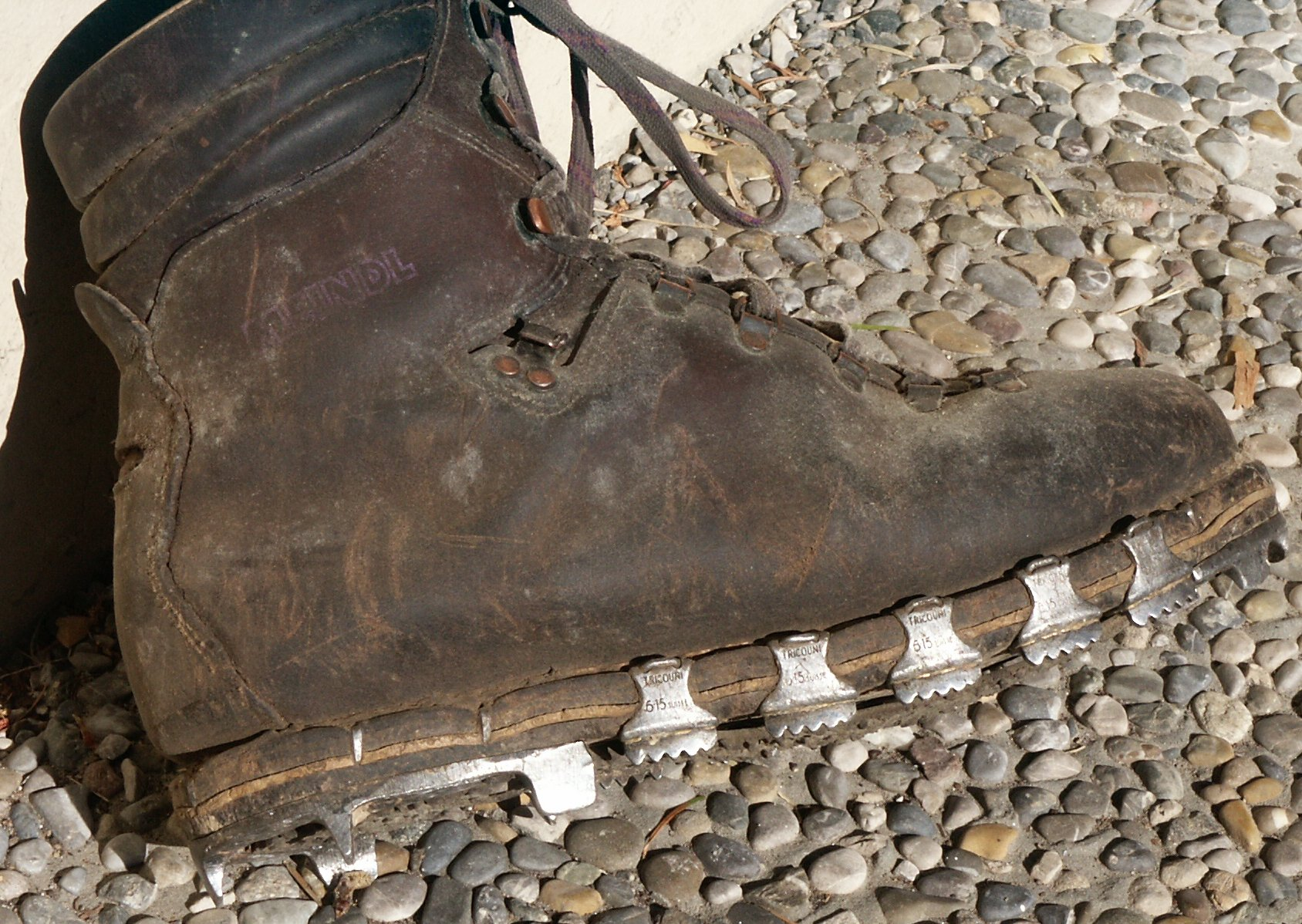
Chaussure équipée de Tricounis.

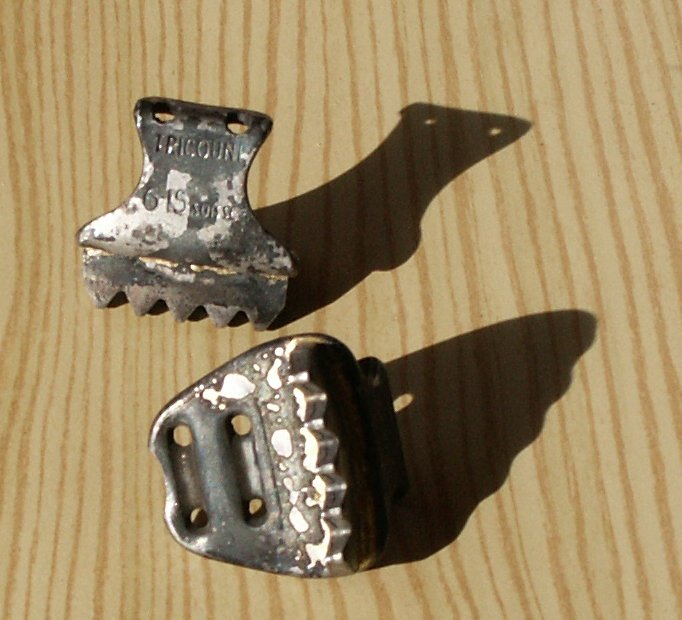
Tricounis.

Un Tricouni est un clou à pointes, antidérapant, utilisé pour les chaussures d'alpinisme. Utilisé également par différentes armées, il permet une bonne adhérence au sol. 

## Historique
Le Tricouni a été inventé par un sertisseur genevois, Félix-Valentin Genecand, dit « Tricouni » (1879-1957),,, également célèbre alpiniste (deux sommets portent son nom ou surnom : Mont Genecand (en) en Antarctique, Pic Tricouni (en) au Canada). 
Quand George Mallory tente l'ascension de l'Everest en 1924, il est équipé de Tricounis. Le terme « Tricouni » entre dans le dictionnaire dès 1925.
Le nom Tricouni a été repris à plusieurs occasions pour rappeler l’image de cette chaussure renommée. À titre d’exemple, un groupe de Guggenmusik à Belfaux (en Suisse) l’a repris à la fois comme nom et comme symbole.